# Per Wiberg (handelsman)
Per Wiberg, född 1722, död 1782, var en svensk handelsman, riksdagsledamot och politiker.

## Biografi
Per Wiberg föddes 1722 och arbetade som handelsman i Norrköping. Han avled 1782.
Wiberg var riksdagsledamot för borgarståndet i Norrköping vid riksdagen 1765–1766 och riksdagen 1769–1770.